# Цомго
Цомго, также известное как Цонгмо и Чангу — высокогорное ледниковое озеро в округе Восточный Сикким (штат Сикким, Индия).
Озеро вытянуто с запада на восток на один километр, его максимальная ширина составляет около 500 метров, площадь 0,2447 км², средняя глубина 4,6 метров, максимальная глубина 15 метров, высота над уровнем моря 3753 м (3780 м или 3658 м). Со всех сторон оно окружено крутыми горами, которые зимой покрыты снегом. Летом он тает и, стекая, питает озеро. К озеру с запада ведёт очень извилистая дорога, там же, на западном берегу озера, обустроено поселение с собственным маленьким храмом. Здесь туристы могут переночевать, им доступно катание на украшенных яках и мулах, несколько небольших точек питания. Далее эта дорога проходит вдоль северной части озера и следует на восток через перевал Нату-Ла к схожим озёрам Манджу, Саратанг и Хангу.
Цвет озера постоянно меняется, поэтому оно считается священным, многие века монахи делали предсказания после изучения текущего цвета поверхности воды. Летом берега озера покрыты многочисленными рододендронами, первоцветами, голубыми и жёлтыми маками, ирисами и орхидеями. Из животных здесь в заметных количествах обитают утки-огари и малые панды.
Озеро Цомго находится в запретной приграничной зоне, поэтому для его посещения гражданам Индии необходимо оформить разрешение, иностранным гражданам — специальное разрешение (поодиночке иностранцам визит к озеру запрещён).
С сиккимского языка Цомго переводится как «источник озера».
В ноябре 2006 года Почта Индии выпустила памятную марку с изображением озера Цомго.

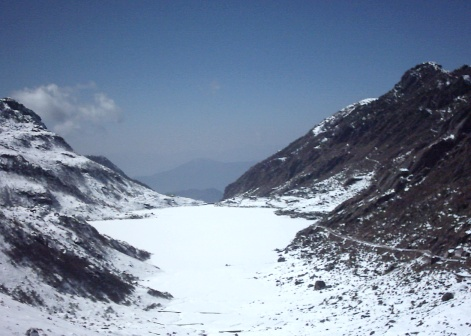
Озеро в январе
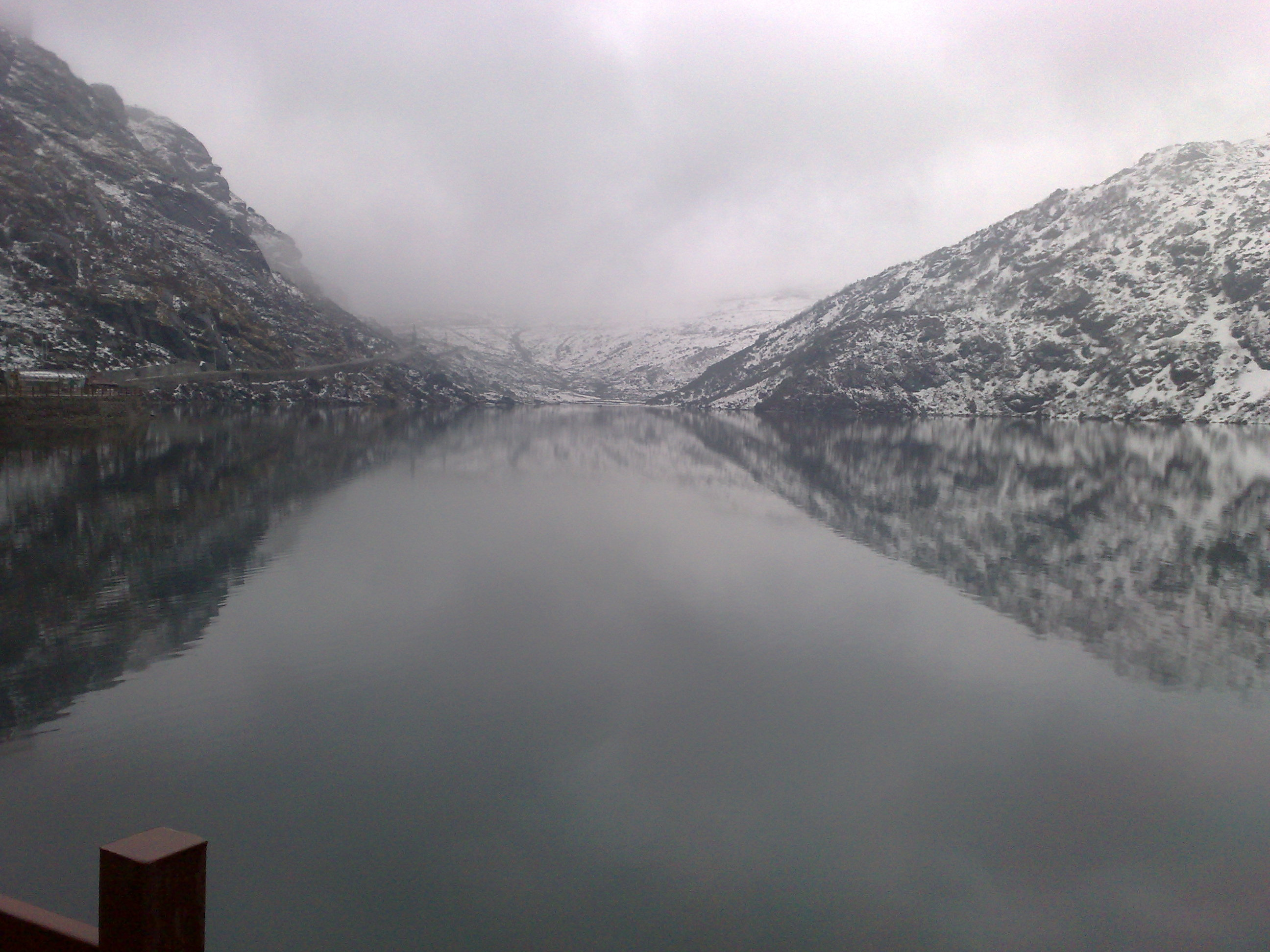
Озеро в мае
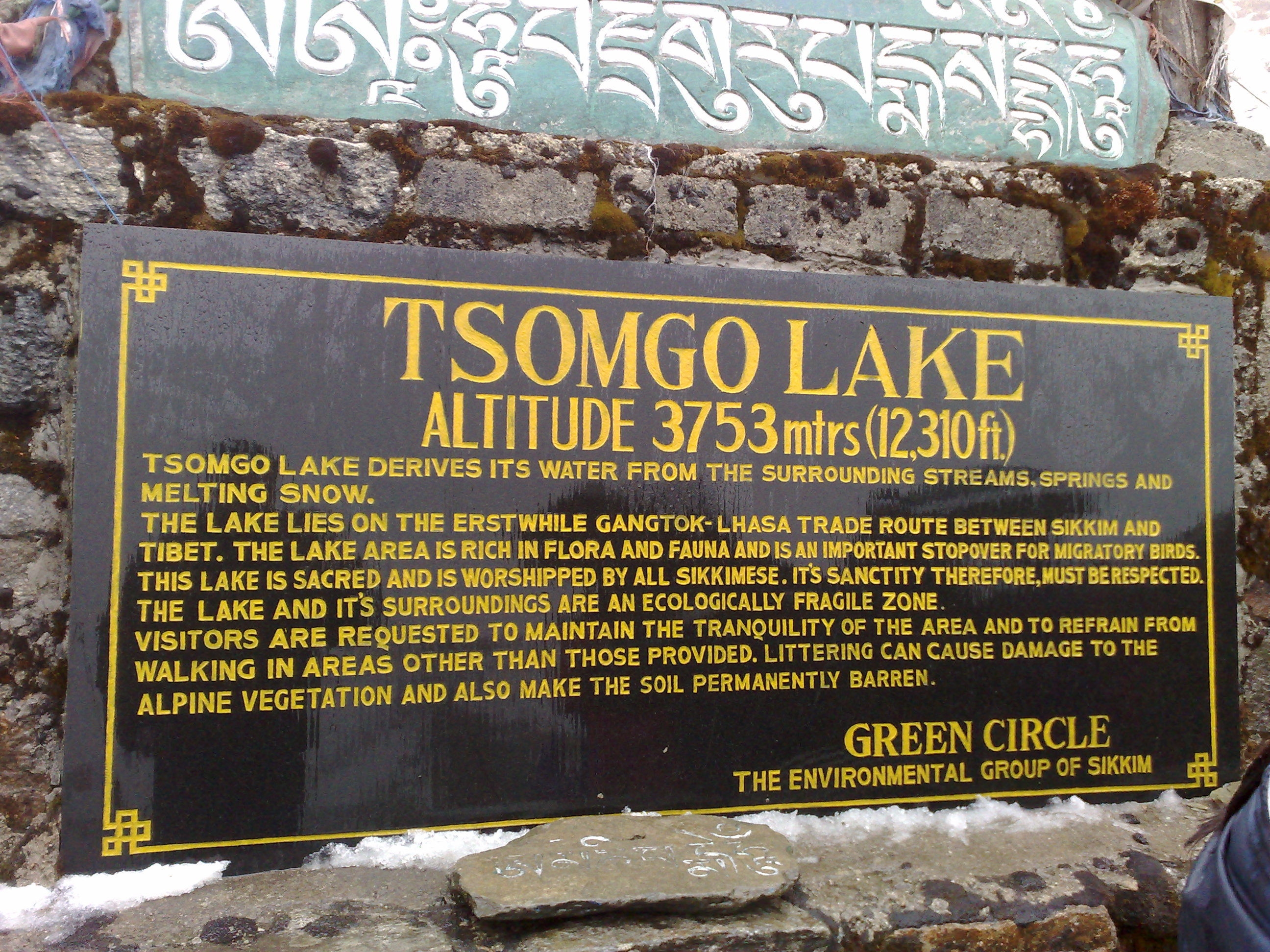
Озеро находится на высоте 3753 м н. у. м.
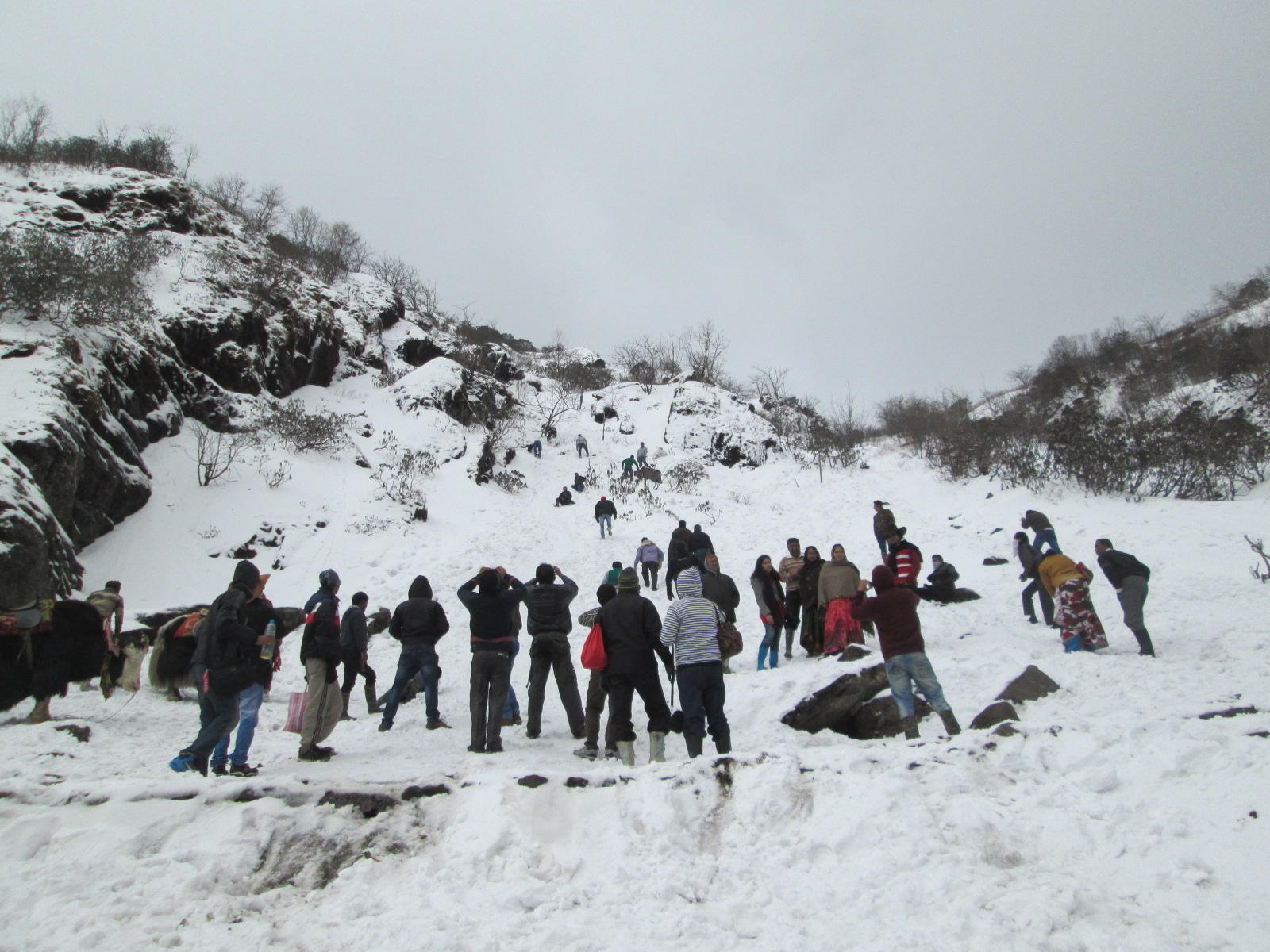
Туристы на берегу озера